# Svanemøllen (stacja kolejowa)
Svanemøllen (duń: Svanemøllen Station) – stacja kolejowa w Kopenhadze, w Regionie Stołecznym, w Danii. Znajduje się w Østerbro i jest obsługiwane przez pociągi S-tog. Stacja została otwarta 15 maja 1934. Stacja znajduje się obok Østerbrogade, w pobliżu Strandvejen i Kildevældsgade.
Stacja jest obsługiwana przez wiele linii S-tog i kilka głównych linii autobusowych, dzięki czemu jest ważnym węzłem.
Pierwotnie była ona położona na północny zachód od wiaduktu, ale w latach 70 XX wieku okolica została całkowicie przebudowana i stacja została przeniesiona do swojej obecnej lokalizacji. Dworzec został odnowiony w 2005 roku.